# Palenque
Palenque (pronunție spaniolă: [pa'leŋke]; în mayașa de Yucatec: Bàakʼ /ɓàːkʼ/) este una dintre principalele orașe care au rămas de la cultura maya, ea se află azi în statul federal mexican Chiapas și este declarat în anul 1987 patrimoniu mondial UNESCO. Lângă ruinele orașului vechi se află așezarea Palenque,  se presupune că numele așezării ar fi fost împrumutat de la orașul maya.

## Așezare
Palenque se află în statul  Chiapas, deasupra cursului lui Rio Usumacinta. Orașul este așezat pe o terasă înaltă în regiunea deluroasă și de podiș din Chiapas. Prin regiunea săpăturilor arheologice curg pâraie numeroase. Până în prezent se consideră că numai 5 % din ruine sunt descoperite prin săpături, restul este acoperit de junglă.